# Cala Bota
Cala Bota és una cala verge del terme de Manacor a Mallorca. S'hi accedeix des de la carretera a Cales de Mallorca.